# Great Ponton
Great Ponton est une paroisse civile et un village du Lincolnshire, en Angleterre.